# Psyttalia rufoflava
Psyttalia rufoflava är en stekelart som beskrevs av Fischer 2001. Psyttalia rufoflava ingår i släktet Psyttalia och familjen bracksteklar. Inga underarter finns listade i Catalogue of Life.